# Georges de la Falaise
Gabriel Louis Venant de la Le Bailly de la Falaise (Luçon, 24 marzo 1866 – Parigi, 8 aprile 1910) è stato uno schermidore francese, vincitore di una medaglia d'oro nella scherma ai giochi olimpici di Parigi del 1900 e due medaglie d'oro ai giochi intermedi di Atene del 1906 (non riconosciuti dal CIO).